# Celsus (patrice burgonde)
Pour les articles homonymes, voir Celsus.
Celsus ou Celse est un patrice burgonde.
Gontran, roi de Bourgogne le place à ce poste dès le début de son règne, en remplacement d'Agricola. On dit de lui qu'il a une belle éloquence et une solide connaissance du droit.
L’évêque de Tours le décrit en ces termes :

« Le roi Gontran ayant obtenu, comme ses frères, sa portion de royaume, destitua Agrécula le Patrice, et donna sa dignité à Celsus, homme de haute stature, aux épaules larges, au bras vigoureux, fier dans son langage, toujours prêt à répliquer, habile dans la connaissance du droit. Par la suite, son avidité pour s'enrichir fut telle qu'il enlevait souvent les biens des églises pour ajouter à ses possessions. Un jour, ayant entendu lire à l'église une leçon d'Isaïe, où ce prophète s'exprime ainsi : Malheur à ceux qui. ajoutent maison à maison et joignent une terre à une terre jusqu'à ce que l'espace leur manque (2). Il s'écria, dit-on : «Ces mots sont bien « inconvenans : malheur à moi et à mes fils! » Du reste il laissa un fils, qui, mourant sans enfans, légua la plus grande partie de son bien aux églises que son père avait dépouillées »

Gontran l'envoie en 570 au second siège d'Arles pour reprendre la ville à Firminus. Lorsqu'il se présente devant la cité, l'évêque Sapaudus engage Firminus à tenter une sortie, puis referme les portes de la cité.